# Віджендер Сінґх
Віджендер Сінґх Бенівал (англ. Vijender Singh Beniwal, нар. 29 жовтня 1985, Калувас, Хар'яна, Індія) — індійський професійний боксер, бронзовий призер Олімпійських ігор 2008, призер Ігор Співдружності, чемпіон (2010) і призер Азійських ігор, призер чемпіонатів Азії. Нагороджений найвищою спортивною нагородою Індії Раджив Ганді Хел Ратна у 2009 році і четвертою за значенням цивільною нагородою Індії Падма Шрі в 2010 році.

## Ранні роки
Віджендер народився у бідній родині в селі Калувас, що в 5 км від м. Бхівані штату Хар'яна. Боксом почав займатися під впливом старшого брата Маноджа, який теж займався боксом до того, як став до лав індійської армії.

## Любительська кар'єра
Тренувався Віджендер в боксерському клубі Бхівані під керівництвом тренера Джагдіша Сінґха. В 2003 році став чемпіоном Індії серед юнаків і того ж року взяв участь в Афро-азійських іграх 2003, де зайняв друге місце, програвши в фіналі Бакиту Сарсекбаєву (Узбекистан).
Віджендер взяв участь в Олімпійських іграх 2004, де виступав в категорії до 64 кг, але програв в першому ж поєдинку Мустафі Караголлу з Туреччини — 20-25.
В 2006 році Віджендер дійшов до фіналу Ігор Співдружності в категорії до 69 кг, де поступився Бонгані Мвеласе з Південної Африки — 26-33.
Він вирішив додати в вазі і на Азійських іграх 2006 року виборов бронзову медаль в категорії до 75 кг, поступившись в півфіналі Бахтіяру Артаєву — 24-29.
На чемпіонаті Азії 2007 виборов срібло. 
Перед Олімпійськими іграми 2008 Віджендер пройшов якісну підготовку, яка включала турніри за участю сильних боксерів з Європи. На боксерському турнірі на Кубок Президента в чвертьфінальному поєдинку Віджендер переміг Бахтіяра Артаєва.

### Виступ на Олімпіаді 2008
У першому раунді змагань переміг Баду Джека (Гамбія) — 13-2
У другому раунді змагань переміг Ангкхан Чомпхупхуанг (Таїланд) — 13-3
У чвертьфіналі переміг Карлоса Гонгора (Еквадор) — 9-4
У півфіналі програв Еміліо Корреа (Куба) — 5-8
Бронзова медаль Олімпійських ігор принесла Віджендеру Сінґху величезну популярність в Індії і запрошення до участі в телевізійних шоу, відкрила йому шлях у модельний і рекламний бізнес.
У липні 2009 року Віджендер Сінґх разом з олімпійцями Сушил Кумар і Мері Ком був нагороджений орденом Раджив Ганді Хел Ратна - найвищою спортивною нагородою Індії. У січні 2010 року Віджендер за видатний вклад в розвиток спорту Індії був нагороджений четвертою за значенням цивільною нагородою Індії — Падма Шрі.
На чемпіонаті світу з боксу 2009 програв у півфіналі Аббосу Атоєву (Узбекистан) — 3-7.
На Іграх Співдружності 2010 у півфіналі зазнав спірної поразки від англійця Ентоні Огого — 3-4, при тому що свої очки Огого отримав не за удари, а двічі від рефері як штрафні очки для Сінґха "за утримання суперника".
Після цього Віджендер переміг на Азійських іграх 2010, здолавши у фіналі дворазового чемпіона світу Аббоса Атоєва — 7-0.

### Виступ на Олімпіаді 2012
У першому раунді змагань переміг Данабека Сужанова (Казахстан) — 14-10
У другому раунді змагань переміг Террела Гоше (США) — 16-15
У чвертьфіналі програв Аббосу Атоєву (Узбекистан) — 13-17
На Іграх Співдружності 2014 завоював срібло, програвши в фіналі британцю Ентоні Фавлеру (Англія).

## Професіональна кар'єра
Перший професійний бій провів 10 жовтня 2015 року. С тих пір протягом 2015—2019 років провів 12 поєдинків, усі виграв.
16 липня 2016 року виграв вакантний титул чемпіона Азійсько-тихоокеанського регіона за версією WBO у другій середній вазі.
5 серпня 2017 року додав титул чемпіона Сходу теж за версією WBO.
19 березня 2021 року після півторарічного простою вийшов на бій проти маловідомого росіянина Артиша Лопсана і, незважаючи на те, що в другому раунді надіслав Лопсана в нокдаун, програв, отримавши три нокдауна в четвертому раунді і капітулювавши в п'ятому.